# دان غراهام (لاعب كرة قاعدة)
دان غراهام (بالإنجليزية: Dan Graham)‏ هو لاعب كرة قاعدة أمريكي، ولد في 19 يوليو 1954 في Ray, Arizona ‏ في الولايات المتحدة.

## وصلات خارجية
- دان غراهام على موقعبيزبول رفرنس.كوم (الدوري الرئيسي) (الإنجليزية)
- دان غراهام على موقعبيزبول رفرنس.كوم (الدوري الثانوي) (الإنجليزية)